# 第44回日本レコード大賞
第44回日本レコード大賞（だい44かいにほんレコードたいしょう）は、2002年（平成14年）12月31日にTBS放送センター(ビッグハット)で行われた、44回目の『日本レコード大賞』である。

## 概要
第44回の大賞は、TBS系ドラマ「マイリトルシェフ」の主題歌、浜崎あゆみの「Voyage」に決定した。同局のドラマ主題歌としては第34回以来10年ぶりの受賞。浜崎は2年連続2度目の受賞で、2連覇は第39回の安室奈美恵以来史上4組目（女性では中森明菜、安室奈美恵に続いて3組目）。
視聴率は低落傾向止まらず13.3%に。
なおこの年の4月11日に、第11回（1969年）から第25回（1983年）まで15回に渡って司会を務め（当時最長記録）、番組の顔となっていた高橋圭三が死去した。高橋は当番組での栄誉を讃えられ、「特別功労賞」の受賞者の一人となった。

## 司会
- 堺正章
- 菊川怜
- 安住紳一郎（TBSアナウンサー）
- 小倉弘子（TBSアナウンサー）
- ラジオ中継担当・小島一慶

## 受賞作品・受賞者一覧

### 日本レコード大賞
- 「Voyage」
- 歌手：浜崎あゆみ
- 作曲：CREA + D・A・I
- 編曲：Ken Shima
- 作詩：ayumi hamasaki
- プロデューサー：MAX MATSUURA
- 所属事務所：
- レコード会社：エイベックス

### 最優秀歌唱賞
- 森山良子「さとうきび畑」

### 最優秀新人賞
- 中島美嘉「STARS」

### 金賞（大賞ノミネート作品）
- w-inds.「Because of you」
- Every Little Thing「キヲク」
- 川中美幸「貴船の宿」
- 島谷ひとみ「亜麻色の髪の乙女」
- 田川寿美「女人高野」
- 夏川りみ「涙そうそう」
- 浜崎あゆみ「Voyage」
- 原田悠里「おんな坂」
- 氷川きよし「きよしのズンドコ節」
- hiro「Eternal Place」
- BoA「LISTEN TO MY HEART」
- 森山良子「さとうきび畑」

### 新人賞（最優秀新人賞ノミネート）
- 椎名佐千子
- day after tomorrow
- 中島美嘉
- Lead

### ベストアルバム賞
- 元ちとせ「ハイヌミカゼ」

### 特別賞
- 小澤征爾
- Hello! Project

### 吉田正賞
- 水森英夫

### 作曲賞
- 聖川湧「はぐれコキリコ」（歌・成世昌平）

### 編曲賞
- HΛL「Free & Easy」他（歌・浜崎あゆみ）

### 作詩賞
- 森山良子「涙そうそう」（歌・夏川りみ）

### 企画賞
- 五木・孝雄 + ハロー！プロジェクト聖歌隊。「愛のメリークリスマス」／株式会社 ファイブズ エンタテインメント
- 「越天楽のすべて」／キングレコード株式会社
- 平井堅「大きな古時計」／株式会社デフスターレコーズ

### 功労賞
- 橋幸夫
- 舟木一夫
- 西郷輝彦

### 特別功労賞
- 菊池章子
- 斎藤茂
- 高橋圭三
- 村田英雄
- 山本直純

## TV中継スタッフ
- 構成：樋口弘樹、あべ
- 取材：三好千春、川上共子、村山由紀子
- 監修：小西良太郎
- ナレーション：ケイ・グラント
- コーラス：FKD.chor.
- スタッフ
  - （スタジオ）
    - TD：小林敏之、高松央
    - カメラ：坂口司
    - VE：瀬戸博之
    - 音声：高場英文
    - PA：宮坂修
    - 照明：松本修一
    - 音効：勝見勇一
    - 回線：平林雅之
    - テクニカルCG：尾崎至晃
    - 編集：白澤淳
    - MA：武藤康一
    - 美術プロデューサー：飯田稔
    - 美術デザイナー：藤井豊、岡嶋正浩
    - 美術制作：長谷川隆之
    - 装置：石原隆
    - 装飾：高橋啓三
    - 電飾：佐々木勉
    - メカシステム：大谷圭一
    - 特殊効果：永岡昇
    - VJ：ESP GRAPHIC WORKS

  - （中継）
    - TM：河野志朗

  - （赤坂BLITZ）
    - TD：箸透
    - カメラ：長谷川晃司
    - VE：伊藤賢一
    - 音声：小澤義春
    - 照明：高橋章
    - 美術デザイナー：中西忠司
    - 美術制作：中村嘉邦
    - 装置：淵脇臣吉
    - 電飾：西山邦章
    - 特殊効果：矢島克祐

  - <屋上>
    - TD：中野剛一郎

  - <湯島天神>
    - TD：平舘敏弘

  - <スモールハット>
    - TD：柳原成

  - <渋谷>
    - TD：市村明
- 技術協力：Pro Cam、東放制作、東通、ティエルシー、エヌ・エス・ティー、TAMCO、ダブルビジョン、サークル、ウィッシュ、エヌケイ特機、バリライト、東京舞台照明、SJP、Seriko NUTINI
- 制作協力：BMC
- AP：長内信博、浅川寿人、福田日登美
- 制作スタッフ：中野匡人、鹿渡弘之
- 演出スタッフ：吉田茂、小関美保子、鮎川ひろ美、藤塚基広、伊藤大基
- 公開：廣中信行
- TK：長谷川道子
- ディレクター：東信弘、玄馬康志、浦城義明、大久保竜、平賀渉、山本一雄、片倉洋樹、宮尾毅、三島圭太、柳崎芳夫、世良田光
- 舞台監督：高橋智大
- 制作プロデューサー：大崎幹
- プロデューサー：落合芳行、利根川展
- 総合演出：片山剛
- 制作：TBSエンタテインメント
- 製作著作：TBS
- 主催：社団法人 日本作曲家協会、日本レコード大賞制定委員会、日本レコード大賞実行委員会